# Liste des TNA World Champions
Cet article est une liste des TNA World Champions. Le TNA World Championship est un championnat mondial de catch. Il est actuellement utilisé à la Total Nonstop Action Wrestling. Créé en 2007, il remplace le NWA World Heavyweight Championship qui occupait la fonction de championnat du monde avant que la fédération devienne indépendante de la National Wrestling Alliance. 
Le titre connait actuellement 60 règnes, pour un total de 35 champions différents, et fut également vacant 7 fois.

## Historique

### Historique des règnes
| nomination                                      | période                                                         |
| ----------------------------------------------- | --------------------------------------------------------------- |
| TNA World Heavyweight Championship              | 13 mai 2007 – 1er mars 2017                                     |
| Impact Wrestling World Heavyweight Championship | 2 mars 2017 – 2 juillet 2017                                    |
| Unified GFW World Heavyweight Championship      | 2 juillet 2017 – 17 août 2017                                   |
| GFW Global Championship                         | 17 août 2017 – 18 septembre 2017                                |
| Impact Global Championship                      | 18 septembre 2017 – 10 janvier 2018                             |
| Impact World Championship                       | 10 janvier 2018 - 13 mars 2021 ; 16 mars 2021 - 13 janvier 2024 |
| Impact Unified World Championship               | 13 mars 2021 - 16 mars 2021                                     |
| TNA World Championship                          | 13 janvier 2024 - ...                                           |

| #  | Catcheur          | Règne | Date              | Durée     | Lieu                      | Événement                  | Notes | Réf.   |
| -- | ----------------- | ----- | ----------------- | --------- | ------------------------- | -------------------------- | --- | ------ |
| 1  | Kurt Angle        | 1er   | 13 mai 2007       | 1 jour    | Orlando                   | Sacrifice                  | Dans un Three Way match qui incluait également Sting et Christian Cage. Le 17 mai 2007 lors d'un épisode d'iMPACT!, Angle a annoncé être le nouveau "TNA World Heavyweight Champion" | ,      |
| -  | Vacant            |       | 14 mai 2007       | 1 jour    | Orlando                   | TNA Impact!                | Jim Cornette déclare le titre vacant à la suite de la manière controversée dont Angle avait remporté le match. Son règne était déclaré non officiel.                                 | ,      |
| 2  | Kurt Angle        | 2e    | 17 juin 2007      | 119 jours | Nashville                 | Slammiversary V            | Dans un King of the Mountain match qui incluait également Christian Cage, AJ Styles, Samoa Joe et Chris Harris. Il s'agit du premier règne officiellement reconnu.                   | ,      |
| 3  | Sting             | 1er   | 14 octobre 2007   | 2 jours   | Duluth                    | Bound for Glory            | | ,      |
| 4  | Kurt Angle        | 3e    | 16 octobre 2007   | 180 jours | Orlando                   | TNA Impact!                | Diffusé le 25 octobre. | ,      |
| 5  | Samoa Joe         | 1er   | 13 avril 2008     | 182 jours | Lowell                    | Lockdown                   | Dans un Six sides of Steel Retirement match (si Joe perdait, il arrêtait le catch).                                                                                                  | ,      |
| 6  | Sting             | 2e    | 12 octobre 2008   | 189 jours | Hoffman Estates           | Bound for Glory IV         | | ,      |
| 7  | Mick Foley        | 1er   | 19 avril 2009     | 63 jours  | Philadelphie              | Lockdown                   | Dans un Six sides of Steel match. | ,      |
| 8  | Kurt Angle        | 4e    | 21 juin 2009      | 91 jours  | Auburn Hills              | Slammiversary              | Dans un King of the Mountain match qui incluait également AJ Styles, Jeff Jarett et Samoa Joe.                                                                                       | ,      |
| 9  | A.J. Styles       | 1er   | 20 septembre 2009 | 211 jours | Orlando                   | No Surrender               | Dans un Five-Way match qui incluait également Sting, Matt Morgan et Hernandez. | ,      |
| 10 | Rob Van Dam       | 1er   | 19 avril 2010     | 113 jours | Orlando                   | TNA Impact!                | | ,      |
| -  | Vacant            |       | 10 août 2010      | 61 jours  | Orlando                   | TNA Impact!                | À la suite d'une blessure scénaristique de Rob Van Dam. Diffusé le 19 août. | ,      |
| 11 | Jeff Hardy        | 1er   | 10 octobre 2010   | 91 jours  | Daytona Beach             | Bound for Glory            | Bat Kurt Angle et Mr. Anderson dans un Three-Way No Disqualification match, lors de la finale d'un tournoi.                                                                          | ,      |
| 12 | Mr. Anderson      | 1er   | 9 janvier 2011    | 35 jours  | Orlando                   | Genesis                    | | ,      |
| 13 | Jeff Hardy        | 2e    | 13 février 2011   | 11 jours  | Orlando                   | Against All Odds 2011      | Dans un Ladder match. | ,      |
| 14 | Sting             | 3e    | 24 février 2011   | 108 jours | Fayetteville              | TNA Impact!                | Diffusé le 3 mars. | ,      |
| 15 | Mr. Anderson      | 2e    | 12 juin 2011      | 29 jours  | Orlando                   | Slammiversary IX           | | ,      |
| 16 | Sting             | 4e    | 11 juillet 2005   | 27 jours  | Orlando                   | Impact Wrestling           | Diffusé le 14 juillet. | ,      |
| 17 | Kurt Angle        | 5e    | 7 août 2011       | 72 jours  | Orlando                   | Hardcore Justice           | | ,      |
| 18 | James Storm       | 1er   | 18 octobre 2011   | 8 jours   | Orlando                   | Impact Wrestling           | | ,      |
| 19 | Bobby Roode       | 1er   | 26 octobre 2011   | 256 jours | Orlando                   | Impact Wrestling           | | [ 42 ] |
| 20 | Austin Aries      | 1er   | 8 juillet 2012    | 98 jours  | Orlando                   | Destination X 2012         | Aries met fin au plus long règne du titre. | ,      |
| 21 | Jeff Hardy        | 3e    | 14 octobre 2012   | 147 jours | Phoenix                   | Bound for Glory 2012       | Hardy a remporté les Bound For Glory Series et a donc obtenu ce match. | ,      |
| 22 | Bully Ray         | 1er   | 10 mars 2013      | 130 jours | San Antonio               | Lockdown 2013              | Dans un Steel Cage Match avec l'aide des Aces & Eights | [ 47 ] |
| 23 | Chris Sabin       | 1er   | 18 juillet 2013   | 28 jours  | Louisville                | Destination X 2013         | Laisse son TNA X Division vacant pour avoir un match de championnat | [ 48 ] |
| 24 | Bully Ray         | 2e    | 15 août 2013      | 66 jours  | Norfolk                   | Hardcore Justice           | Reprend le titre dans un Steel Cage Match grâce à l'aide de Tito Ortiz | [ 49 ] |
| 25 | A.J. Styles       | 2e    | 20 octobre 2013   | 9 jours   | San Diego                 | Bound for Glory 2013       | Dans un No Disqualification Match | [ 50 ] |
| -  | Vacant            | -     | 29 octobre 2013   | 35 jours  | -                         | -                          | À la suite du départ d'A.J. Styles de la compagnie, Dixie Carter rend le titre vacant.                                                                                               |        |
| 26 | Magnus            | 1er   | 3 décembre 2013   | 128 jours | Orlando                   | Final Resolution           | Diffusé le 19 décembre 2013. |        |
| 27 | Eric Young        | 1er   | 10 avril 2014     | 70 jours  | Orlando                   | Impact Wrestling           | |        |
| 28 | Lashley           | 1er   | 19 juin 2014      | 91 jours  | Orlando                   | Impact Wrestling           | Après que Eric Young défait Kenny King, MVP décide que Eric Young fera face à Lashley plus tard dans la soirée pour le titre, match que ce dernier remporte.                         |        |
| 29 | Bobby Roode       | 2e    | 18 septembre 2014 | 111 jours | Bethlehem                 | Impact Wrestling           | Diffusé le 15 octobre 2014. |        |
| 30 | Lashley           | 2e    | 7 janvier 2015    | 24 jours  | New York                  | Impact Wrestling]          | |        |
| 31 | Kurt Angle        | 6e    | 31 janvier 2015   | 145 jours | Londres, Angleterre       | Impact Wrestling           | Diffusé le 20 mars 2015. |        |
| 32 | Ethan Carter III  | 1er   | 25 juin 2015      | 101 jours | Orlando                   | Impact Wrestling           | Diffusé le 1er juillet 2015. |        |
| 33 | Matt Hardy        | 1er   | 4 octobre 2015    | 2 jours   | Concord, Caroline du Nord | Bound for Glory (2015)     | C'était un Triple Threat match incluant également Drew Galloway |        |
| -  | Vacant            | -     | 6 octobre 2015    | -         | -                         | -                          | Après une injonction en justice d'Ethan Carter III sur Matt Hardy. |        |
| 34 | Ethan Carter III  | 2e    | 5 janvier 2016    | 3 jours   | Orlando                   | Impact Wrestling           | Bat en finale du tournoi Matt Hardy | [ 51 ] |
| 35 | Matt Hardy        | 2e    | 8 janvier 2016    | 67 jours  | Bethlehem, Pennsylvanie   | Impact Wrestling           | Dans un Title vs. Career match. | [ 52 ] |
| 36 | Drew Galloway     | 1er   | 15 mars 2016      | 89 jours  | Orlando                   | Impact Wrestling           | Galloway encaisse son Feast or Fired pour défié son championnat. | ,      |
| 37 | Lashley           | 3e    | 12 juin 2016      | 113 jours | Orlando                   | Slammiversary XIV          | |        |
| 38 | Eddie Edwards     | 1er   | 3 octobre 2016    | 97 jours  | Orlando                   | Impact Wrestling           | Diffusé le 6 octobre 2016. |        |
| 39 | Lashley           | 4e    | 8 janvier 2017    | 175 jours | Orlando                   | Impact Wrestling           | Dans un Iron Man Match que Lashley a gagné 3 à 2. Diffusé le 26 janvier 2017. |        |
| 40 | Alberto El Patrón | 1er   | 2 juillet 2017    | 43 jours  | Orlando                   | Slammiversary XV           | Il s'agissait d'un match d'unification pour unifier le Impact Wrestling World Heavyweight Championship et le GFW Global Championship.                                                |        |
|    | Vacant            |       | 14 août 2017      | 34 Jours  |                           |                            | À la suite d'une suspension de Alberto El Patrón. |        |
| 41 | Eli Drake         | 1er   | 24 août 2017      | 139 jours | Orlando                   | Impact Wrestling           | Il remporte le titre dans un 20-man gauntlet match. |        |
| 42 | Austin Aries      | 2e    | 10 janvier 2018   | 102 jours | Orlando                   | Impact Wrestling           | Le titre est renommé Impact! World Championship. | [ 55 ] |
| 43 | Pentagón Jr.      | 1er   | 22 avril 2018     | 2 jours   | Orlando, Floride          | Redemption                 | Il remporte le titre dans un Triple Threat match face à Austin Aries et Fénix. |        |
| 44 | Austin Aries      | 3e    | 24 avril 2018     | 173 jours | Orlando, Floride          | Impact! Under Pressure     | Diffusé le 31 mai 2018. Austin effectue un Heel Turn en gagnant grâce à un Low Blow. Il unifie par la suite le titre avec le Impact Grand Championship.                              |        |
| 45 | Johnny Impact     | 1er   | 14 octobre 2018   | 196 jours | Queens, New-York          | Bound for Glory 2018       | Bat Austin Aries dans le Main Event de Bound for Glory. |        |
| 46 | Brian Cage        | 1er   | 28 avril 2019     | 180 jours | Nashville, Tennessee      | Impact Wrestling Rebellion | |        |
| 47 | Sami Callihan     | 1er   | 25 octobre 2019   | 79 jours  | Windsor, Ontario          | Impact Wrestling           | Dans un steel cage match. L'épisode est diffusé le 29 octobre 2019. |        |
| 48 | Tessa Blanchard   | 1er   | 12 janvier 2020   | 165 jours | Dallas, Texas             | Hard To Kill               | Tessa Blanchard devient la première femme à gagner ce titre. |        |
| -  | Vacant            |       | 25 juin 2020      | 23 jours  | NC                        | NC                         | À la suite du renvoi de Tessa Blanchard. | [ 56 ] |
| 49 | Eddie Edwards     | 2e    | 18 juillet 2020   | 45 jours  | Nashville, Tennessee      | Slammiversary              | Il bat Ace Austin, Eric Young, Rich Swann et Trey lors d'un 5-Way Elimination match.                                                                                                 |        |
| 50 | Eric Young        | 2e    | 15 août 2020      | 70 jours  | Nashville, Tennessee      | Impact Wrestling           | Le match est diffusé le 1er septembre. |        |
| 51 | Rich Swann        | 1er   | 24 octobre 2020   | 183 jours | Nashville, Tennessee      | Bound for Glory            | Le 13 mars 2021 lors de Sacrifice, Swann bat Moose et unifie le championnat du monde d'Impact au Championnat du monde de la TNA.                                                     |        |
| 52 | Kenny Omega       | 1er   | 25 avril 2021     | 110 jours | Nashville, Tennessee      | Rebellion                  | Le titre de champion du monde de la AEW d'Omega était également en jeu. | ,.     |
| 53 | Christian Cage    | 1er   | 13 août 2021      | 71 jours  | Pittsburgh, Pennsylvanie  | AEW Rampage                | | .      |
| 54 | Josh Alexander    | 1er   | 23 octobre 2021   | 0 jour    | Las Vegas, Nevada         | Bound for Glory            | Avec seulement 3 minutes de règne, ce règne est le plus court de l'histoire du titre.                                                                                                |        |
| 55 | Moose             | 1er   | 23 octobre 2021   | 182 jours | Las Vegas, Nevada         | Bound for Glory            | Moose encaisse son contrat du Call Your Shot Trophy pour devenir Impact World Champion                                                                                               | ,.     |
| 56 | Josh Alexander    | 2e    | 23 avril 2022     | 335 jours | Poughkeepsie, New York    | Rebellion                  | |        |
| -  | Vacant            | -     | 24 mars 2023      | -         | -                         | -                          | Josh Alexander rend son titre vacant en raison d'une blessure. |        |
| 57 | Steve Maclin      | 1er   | 16 avril 2023     | 54 jours  | Toronto, Ontario, Canada  | Rebellion                  | Il bat Kushida pour remporter le titre vacant. |        |
| 58 | Alex Shelley      | 1er   | 9 juin 2023       | 218 jours | Columbus, Ohio            | Against All Odds           | |        |
| 59 | Moose             | 2e    | 13 janvier 2024   | 189 jours | Las Vegas, Nevada         | Hard to Kill               | |        |
| 60 | Nic Nemeth        | 1er   | 20 juillet 2024   | 183 jours | Montréal                  | Slammiversary              | Dans un match à six participants incluant Joe Hendry, Josh Alexander, Frankie Kazarian et Steve Maclin.                                                                              | [ 62 ] |
| 61 | Joe Hendry        | 1er   | 19 janvier 2025   | 184 jours | Garland, Texas            | Genesis                    | |        |

### Règnes combinés

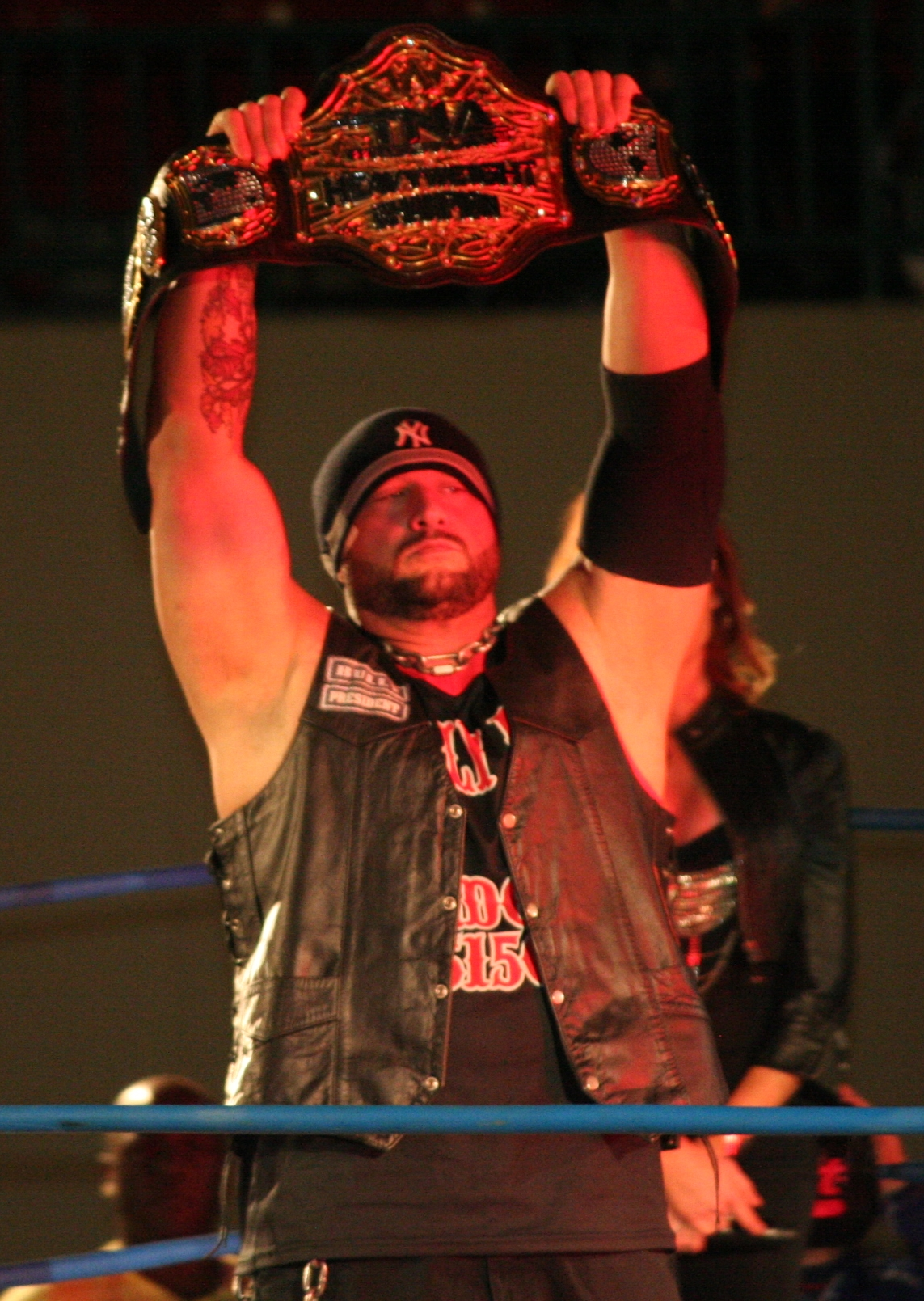
Bully Ray, deux fois TNA World Heavyweight Champion (2013)

| Signe | Notes                       |
| ----- | --------------------------- |
|       | Travaille toujours à la TNA |

| Rang | Catcheur          | Nombre de règnes | Jours combinés |
| ---- | ----------------- | ---------------- | -------------- |
| 1    | Kurt Angle        | 6                | 608            |
| 2    | Lashley           | 4                | 403            |
| 3    | Austin Aries      | 3                | 374            |
| 4    | Moose             | 2                | 371            |
| 5    | Bobby Roode       | 2                | 367            |
| 6    | Josh Alexander    | 2                | 335            |
| 7    | Sting             | 4                | 326            |
| 8    | Jeff Hardy        | 3                | 249            |
| 9    | AJ Styles         | 2                | 220            |
| 10   | Alex Shelley      | 1                | 218            |
| 11   | Bully Ray         | 2                | 196            |
| 11   | Johnny Impact     | 1                | 196            |
| 13   | Rich Swann        | 1                | 185            |
| 14   | Nic Nemeth        | 1                | 183            |
| 15   | Samoa Joe         | 1                | 182            |
| 16   | Brian Cage        | 1                | 180            |
| 17   | Tessa Blanchard   | 1                | 165            |
| 18   | Eli Drake         | 1                | 146            |
| 19   | Eric Young        | 2                | 140            |
| 20   | Magnus            | 1                | 128            |
| 21   | Eddie Edwards     | 2                | 125            |
| 22   | Rob Van Dam       | 1                | 113            |
| 23   | Kenny Omega       | 1                | 110            |
| 24   | Ethan Carter III  | 2                | 104            |
| 25   | Drew Galloway     | 1                | 89             |
| 26   | Sami Callihan     | 1                | 79             |
| 27   | Christian Cage    | 1                | 71             |
| 28   | Matt Hardy        | 2                | 69             |
| 29   | Mr. Anderson      | 2                | 64             |
| 30   | Mick Foley        | 1                | 63             |
| 31   | Steve Maclin      | 1                | 54             |
| 32   | Alberto El Patrón | 1                | 43             |
| 33   | Chris Sabin       | 1                | 28             |
| 34   | James Storm       | 1                | 8              |
| 35   | Joe Hendry        | 1                | 184            |
| 36   | Pentagón Jr.      | 1                | 2              |